# 구마노군

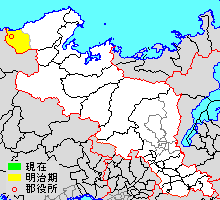
교토부 구마노군의 위치

구마노군(熊野郡)은 일본 교토부(단고국)에 있던 군이다.

## 군역
1879년 행정 구역으로 발족 당시의 군역은 교탄고시의 일부에 해당한다.

## 역사
- 1879년 4월 10일 - 군구정촌 편제법이 교토부에서 시행됨에 따라, 행정 구역으로서의 구마노군(熊野郡)이 발족.

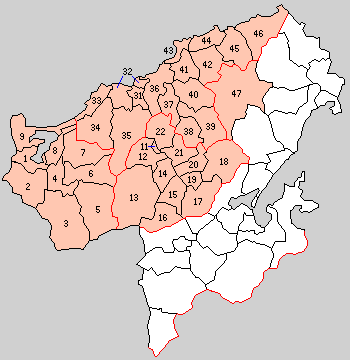
1.구미하마촌 2.구미타니촌 3.가와카미촌 4.가이베촌 5.가미사노촌 6.시모사노촌 7.다촌 8.간노촌 9.미나토촌 (주황: 교탄고시 11~22는 나카군 31~47은 다케노군)

- 1889년 4월 1일 - 정촌제 시행으로, 아래의 촌이 발족. 전역이 현 교탄고시.(9촌)
  - 구미하마촌(久美浜村)
  - 구미타니촌(久美谷村)
  - 가와카미촌(川上村)
  - 가이베촌(海部村)
  - 가미사노촌(上佐濃村)
  - 시모사노촌(下佐濃村)
  - 다촌(田村)
  - 간노촌(神野村)
  - 미나토촌(湊村)
- 1894년 11월 24일 - 구미하마촌이 정제 시행으로 구미하마정(久美浜町)이 됨.(1정 8촌)
- 1899년 7월 1일 - 군제 시행.
- 1951년
  - 1월 1일 - 가미사노촌·시모사노촌이 합병하여, 사노촌(佐濃村)이 발족.(1정 7촌)
  - 4월 1일 - 구미타니촌이 구미하마정에 편입.(1정 6촌)
- 1955년 1월 1일 - 구미하마정·가와카미촌·가이베촌·다촌·간노촌·미나토촌이 합병하여, 새로이 구미하마정이 발족.(1정 1촌)
- 1958년 5월 3일 - 사노촌이 구미하마정에 편입.(1정)
- 2004년)4월 1일 - 구미하마정이 나카군 미네야마정·오미야정·다케노군 아미노정·단고정·야사카정와 합병하여 교탄고시(京丹後市)가 발족. 당일 구마노군은 폐지됨.